# Політ навігатора
«Політ навігатора» (англ. Flight of the Navigator, 1986) — пригодницький фантастичний фільм виробництва США.
У СРСР вийшов у прокат в січні 1990 року у російському та українському дубляжі кіностудій «Кіностудія імені Максима Горького» (Москва) та «Кіностудія імені Олександра Довженка» (Київ).

## Сюжет
Увечері 4 липня 1978 року 12-річний Девід Фрімен по дорозі через ліс зривається з обриву, падає та непритомніє. Прийшовши до тями і повернувшись додому, він виявляє, що в його будинок разюче змінився, а в ньому живуть незнайомці.
Поліція доставляє хлопчика до батьків, які, як виявляється, постаріли і вже втратили надію побачити свого сина живим — адже на дворі вже 1986 рік. При цьому сам Девід за минулі з моменту його зникнення 8 років анітрохи не змінився і не пам'ятає нічого, що відбувалося з ним. Він лише інколи чує якийсь дивний поклик, що виходить невідомо звідки: хтось просить про допомогу.
Девіда визнають цілком здоровим, але виявляють незвичайну активність мозку під час відповідей на питання про те, що відбувалося в «пропущені» 8 років. Девід шокований, він найбільше боїться стати «піддослідним кроликом» для вчених. Він категорично відмовляється від подальших обстежень та вимагає повернення до батьків, які підтримують його і забирають з лікарні.
У той самий день, коли повернувся Девід, неподалік виявляється НЛО, яке зазнало аварії при зіткненні з опорою ЛЕП. Результати досліджень пам'яті Девіда передають в НАСА, і виявляється, що хлопчик бачив потерпілий аварію апарат. Доктор Фарадей просить дозволити обстеження Девіда на базі НАСА, обіцяючи, що це триватиме не більше двох днів. Девід погоджується, сподіваючись що-небудь дізнатися про те, що з ним сталося.
Перше ж обстеження дає феноменальні результати: виявляється, що хоча сам хлопчик нічого не пам'ятає, в його мозку зберігається величезний обсяг інформації, яка описує здійснену ним на інопланетному кораблі подорож на невідому планету Фаелон, що знаходиться в кількох сотнях світлових років від Сонячної системи. Через релятивістські ефекти відносності за час подорожі, яка для Девіда тривала лише кілька годин, на Землі минуло 8 років.
Девід розуміє, що його найгірші побоювання збуваються. Очевидно, що двома днями обстеження не обмежиться, та й взагалі тепер про нормальне життя він може й не мріяти. Незрозумілий поклик стає дедалі сильнішим і, нарешті, зрозумілим; його джерело явно знаходиться тут же, на базі. Девід вирішує бігти, поклавшись на вказівки поклику і допомогу господарського робота. У результаті він потрапляє в ангар, де переховують аварійний НЛО, який тут же впускає хлопчика всередину.
Девід знайомиться з корабельним комп'ютером, якого називає Макс, і дізнається від нього, що сталося насправді. Корабель, який може літати на міжзоряні відстані й навіть переміщатися в часі, керується комп'ютерним мозком і займається збором зразків життя на різних планетах. Після того, як зібрані зразки на Фаелоні всебічно досліджують, корабель повертає їх назад, причому в той же самий момент, коли вони були вилучені (вочевидь, блокуючи при цьому пам'ять про подію), тому зазвичай досліджувані і їх оточення нічого не помічають. Так він узяв на борт і Девіда. Під час перельоту Макс скопіював у його пам'ять докладні зоряні карти та інші відомості, необхідні кораблю для повернення додому. Під час дослідження Девіда виявилося, що для людей переміщення в минуле вкрай небезпечно, тому корабель вирішив не ризикувати життям хлопчика і залишити його на тому ж місці, де забрав, і не переносити в часі. Однак одразу після цього корабель зазнав аварії, зіткнувшись з опорою ЛЕП, через що постраждав його модуль пам'яті, який зберігає навігаційні дані. Тепер корабель для повернення додому потребує відомості з мозку Девіда.
Втікши на інопланетному кораблі з бази НАСА, Девід деякий час літає, освоюється з кораблем, після чого повертається на ньому до батьків. Виявивши, що всі околиці заповнені поліцією, він остаточно розуміє безнадійність свого становища і наказує кораблю повернути його в минуле, попри небезпеку. Девід вдало повертається назад у часі, у «свій» 1978 рік, а корабель вирушає на Фаелон.

## Інше
Схожа ідея автоматичного космічного корабля, що збирає зразки фауни, присутні в оповіданні Артура Порджес «The Ruum» (у російському перекладі «Погоня»), написаному в жовтні 1953, повістях «Ззовні» Стругацьких, опублікованій 1958 року, і повісті «Половина життя» Кіра Буличова, що вийшла 1973 року.

## У головних ролях
- Джой Креймер — Девід Скотт Фрімен
- Пол Рубенс — Макс (голос)
- Вероніка Картрайт — Гелен Фрімен, мати Девіда
- Кліфф Де Янг — Білл Фрімен, батько Девіда
- Говард Гессмен[en] — доктор Луїс Фарадей з НАСА
- Сара Джессіка Паркер — Керолін Мак Адамс, практикантка з НАСА
- Метт Едлер — Джефф Фрімен (у віці 16 років), брат Девіда
- Елбі Вітекер — Джефф Фрімен (у віці 8 років)

## Ремейк
25 травня 2009 року, The Hollywood Reporter повідомив, що компанія Walt Disney Pictures готує ремейк фільму. Бред Коупленд пише сценарій, а Девід Гоберман і Тодд Ліберман виступлять продюсерами.
У листопаді 2012 року компанія Walt Disney Pictures найняла режисера фантастичного фільму «Безпека не гарантується» Коліна Треворроу і сценариста / продюсера Дерека Конноллі, щоб переписати сценарій фільму.